# Joseph Bastiné
Joseph Frédéric Paul Bastiné (Sint-Gillis, 27 april 1908 - Etterbeek, 31 januari 1987) was een Belgisch hockeyer.

## Levensloop
Bastiné was actief bij Royal Léopold HC.
Daarnaast maakte hij deel uit van het Belgisch hockeyteam. Met de nationale ploeg nam hij onder meer deel aan de Olympische Zomerspelen van 1928.